# Robert de Juliac
Robert de Juliac o Robert de Juilly fou el 31è Mestre de l'Hospital des de 1374 fins a 1377.